# Ogașu Porcului
Ogașul Porcului este un curs de apă, afluent al râului Nera. 